# Antonio Verzura
Antonio Verzura (Thai: อันโตนิโอ แวซูร่า; * 27. Mai 1992 in Bangkok) ist ein thailändisch-italienischer Fußballspieler.

## Karriere
Das Fußballspielen lernte Antonio Verzura bei Osotspa. 2011 unterschrieb er einen Vertrag beim damaligen Erstligisten Super Power Samut Prakan FC in Samut Prakan. 2018 wechselte er zu Ubon UMT United, ebenfalls ein Verein, der in der ersten Liga, der Thai League, spielte. Nachdem der Verein 2018 abgestiegen war, unterschrieb er einen Vertrag beim Erstligisten PT Prachuap FC in Prachuap. Nach der Hinserie wechselte er zum Ligakonkurrenten Sukhothai FC. 2020 verließ er den Erstligisten und schloss sich in Bangkok dem Zweitligisten MOF Customs United FC an. Dort spielte er anderthalb Jahre und ging dann weiter zum Drittligisten Nakhon Si United FC. Am Ende der Saison 2021/22 feierte er mit dem Verein aus Nakhon Si Thammarat die Vizemeisterschaft der Region. Als Vizemeister nahm er an der National Championship der dritten Liga teil. Hier belegte man den dritten Platz und stieg in die zweite Liga auf. IM Sommer 2023 verließ er den Verein und schloss sich dem ebenfalls in der zweiten Liga spielenden Customs United FC an.  Am Ende der Saison 2023/24 belegte er mit dem Klub den vorletzten Tabellenplatz und musste somit in die dritte Liga absteigen. Nach dem Abstieg verließ er den Verein und schloss sich im Sommer 2024 dem ebenfalls in die dritte Liga abgestiegenen Chiangmai FC an.

## Sonstiges
Antonio wurde als Sohn eines Italieners und einer Thailänderin geboren. Sein Zwillingsbruder Gionata Verzura ist ebenfalls Fußballspieler.

## Erfolge
Nakhon Si United FC
- Thai League 3 – South: 2021/22 (Vizemeister)
- National Championship: 2021/22 (3. Platz)  ▲